# العريش الأوسط (إب)

تعديل مصدري - تعديل

العريش الأوسط محلة تابعة لقرية العريش، التابعة لعزلة شعب يافع بمديرية إب إحدى مديريات محافظة إب في الجمهورية اليمنية.، بلغ تعداد سكانها 284 حسب تعداد اليمن لعام 2004.